# April Bride
Pour plus de détails, voir Fiche technique et Distribution.
April Bride, titre international de Yomei ikkagetsu no hanayome (余命1ヶ月の花嫁), est un film japonais réalisé par Ryūichi Hiroki pour la compagnie Tōhō, sorti en 2009.

## Synopsis
Le film est basé sur l'histoire vraie d'une femme, Chie Nagashima, condamnée par un cancer mais qui veut se marier avant de mourir. Cette histoire avait déjà fait l'objet d'un documentaire télévisé en 2007, et sera également adaptée à la scène en 2010.

## Fiche technique
- Titre international : April Bride
- Titre original : 余命1ヶ月の花嫁 (Yomei ikkagetsu no hanayome?)
- Réalisation : Ryūichi Hiroki
- Scénario : Hiroshi Saitō (ja)
- Musique originale : Yoshinori Ohashi
- Photographie : Kōichi Saitō (ja)
- Montage : Jun'ichi Kikuchi
- Société de production : Tōhō
- Pays de production :  Japon
- Langue originale : japonais
- Durée : 129 minutes
- Date de sortie : 
  - Japon : 9 mai 2009[1]

## Distribution
- Nana Eikura : Chie Nagashima
- Eita : Taro Akasu
- Satomi Tezuka : Kayoko
- Misako Yasuda : Hanako
- Akira Emoto : Teishi Nagashima
- Ren Ōsugi : Toshiro Akasu
- Tomorowo Taguchi : Okuno
- Kanji Tsuda : Okada
- Ryūki Nishimoto

## Accueil
April Bride se place en tête du box office à sa sortie au Japon en mai 2009. 

## Distinctions
- 2009 : Hōchi Film Award du meilleur acteur dans un second rôle pour Eita[3]
- 2010 : révélation de l'année aux Japan Academy Prize pour Nana Eikura[4]